# Bas Vervaeke
Bas Vervaeke (Borgerhout, 13 november 1981) is een Belgisch voetballer die sinds 5 augustus 2008 onder contract stond bij Antwerp FC.
Vervaeke maakte in 2001 zijn debuut bij Berchem Sport waarmee hij zowel in 2002 als in 2003 kampioen speelde in respectievelijk de Derde en de Tweede Klasse.
Na financiële problemen bij Berchem Sport maakte hij in 2003 de overstap naar Tweede Klasse club KSV Roeselare. In 2006 tekende hij een contract bij KV Kortrijk.
Na een periode van 2 jaar bij Antwerp FC tekende hij in augustus 2010 een contract bij toenmalig Tweedeklasser Standaard Wetteren.
Voor het seizoen 2011-2012 komt Bas Vervaeke uit voor neo-tweedeklasser Eendracht Aalst. Vanaf 1 december 2012 kwam de switch naar KFC Izegem en vanaf juli 2014 volgde nog een seizoen bij KVC Wingene. Op 1 juli 2015 kwam een einde aan de voetbalcarrière. 